# بيتر لانجتوفت
بيتر لانجتوفت المسمى ايضاً باسم بيتر من لانجتوفت (الفرنسية القديمة: بيرس دي لانجتوفت، توفي سنة 1305) كان مؤرخًا إنجليزيًّا وعالم تاريخ اشتق اسمه من القرية الصغيرة لانجتوفت الموجودة في شرق رايدينج في مقاطعة يوركشير.
لانجتوفت كان من المعلمين الأوغسطينيين الملتزمين في برايدلينجتون الشاعر بريوري الذي أرَّخَ تاريخ إنجلترا في شعر الانجلو النورمان، المشهور شعبياً بِارشيف لانجتوفت. يذكر التاريخ تاريخ إنجلترا منذ أنْ تم الإنشاء الخيالي لِبريطانيا عن طريق برتوس حتى موت الملك إدوارد الاول. الباب الأول من تدوين لانجتوفت تم ترجمته من خلال كتاب روبير واس Roman de Brut، والباب الثاني تم إستخلاصه من عدد من المصادر منها جوانب تاريخ هنري هانتينجدون. الباب الثالث يُعَدّ جهد اصلي بواسطة لانجتوفت، وهو يحتوي على تفاصيل ليست مُدَوَنَة بِأَي مكان اخر على سبيل المثال قدر جوينليان، ابنة لاويليين اب جروفيد، امير ويلز. بشكل عام، يظهر السجل الكراهية الشديدة للإِسكتلنديين ويضم تسع 'اغاني' معروفة جداً، بِكِلا اللغتين، الانجلو-نورمانية والانجليزيه الوسطى، من المفترض انها تظهر منع التحقير مابين الانجليز والجنود الاسكتلانديين اثناء النزاعات الانجلو-اسكتلندية في نهاية القرن ال13 وبداية القرن ال14.
ارشيف لانجتوفت كان مصدر للباب الثاني من تأليف روبرت مانينج لِسجل الانجليزيه الوسطى، الذي تمّ  تقريباً سنة 1338. تم كتابة  ارشيف بيرس لانجتوفت  عدة مرات، وتم نقله إلى لغات أخرى وشُرِحَ ونُقِّحَ عن طريق روبرت اوف برون، في مجلدين إثنين، من خلال توماس هيرني في 1725.

## روابط خارجية
- Thiolier، J. C. (2004). "Langtoft, Peter (d. in or after 1305)". قاموس السير الوطنية. دار نشر جامعة أكسفورد. DOI:10.1093/ref:odnb/16037. مؤرشف من الأصل في 2023-03-15. اطلع عليه بتاريخ 2009-10-14. (يتطلب وجود اشتراك أو عضوية في المكتبة العامة في المملكة المتحدة)
- Chisholm, Hugh, ed. (1911). "Langtoft, Peter" . Encyclopædia Britannica (بالإنجليزية) (11th ed.). Cambridge University Press.
- Manuscript of Langtoft's Chronicle in the British Library: British Library Catalogue of Illuminated Manuscripts, Royal 20 A II
- The Reign of Edward I, a chronicle written by Langtoft that is contained in a Trilingual compendium of texts in Cambridge Digital Library